# Thomas R. Bard

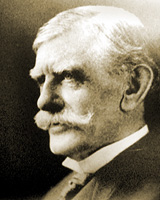
Thomas R. Bard

Thomas Robert Bard, född 8 december 1841 i Chambersburg, Pennsylvania, död 5 mars 1915 i Ventura County, Kalifornien, var en amerikansk republikansk politiker. Han representerade delstaten Kalifornien i USA:s senat 1900-1905.
Bard gick i skola i Chambersburg Academy. Han studerade sedan juridik men avbröt studierna i och med att han fick arbete på järnvägsbolaget Pennsylvania Railroad Company. Han deltog i amerikanska inbördeskriget och flyttade sedan 1864 till Kalifornien. Han blev 1871 utnämnd till kommissionen som fick till sin uppgift att grunda Ventura County. Han valdes 1887 till en av de första styrelseledamöterna vid Occidental College.
Senator Stephen M. Whites mandatperiod gick ut år 1899 och Bard blev invald i senaten. Han tillträdde som senator i februari 1900. Republikanerna i Kalifornien nominerade inte Bard till omval. Han efterträddes som senator av Frank P. Flint.
Bard var presbyterian. Hans grav finns på Bard Family Cemetery i Ventura County.